# Crambus geleches
Crambus geleches là một loài bướm đêm trong họ Crambidae.